# 腹突球蛛
腹突球蛛（学名：Theridion pustuliferus）为球蛛科球蛛属的动物。分布于以色列以及中国大陆的安徽、湖北等地，多栖息于草丛中。